# ناحیه هنسلی، شهرستان شمپین، ایلینوی
ناحیه هنسلی، شهرستان شمپین، ایلینوی (به انگلیسی: Hensley Township) یک منطقهٔ مسکونی در ایالات متحده آمریکا است که در شهرستان شمپین، ایلینوی واقع شده‌است. ناحیه هنسلی ۱٬۲۷۸ نفر جمعیت دارد و ۲۳۶ متر بالاتر از سطح دریا واقع شده‌است.